# Daniël Jansens
Daniël Jansens, né le 28 octobre 1942 à Louvain (province du Brabant flamand) et mort le 9 février 1980, est un scénariste de bande dessinée belge néerlandophone, également connu sous les pseudonymes Daniël J. et Jasse.

## Biographie
Daniël Jansens naît le 28 octobre 1942.
À l'âge de dix-sept ans, Daniël Jansens écrit le court récit Praise, qui a été publiée dans le magazine De Vlaamse Gids. Il commence par travailler de manière permanente pour la maison d'édition Manteau, mais Daniël Jansens préférait écrire des bandes dessinées.

### Au Studio Vandersteen
À partir de 1967, il travaille pour le Studio Vandersteen, où Daniël Jansens écrit les scénarios de la série Bessy. Au départ, il est le seul scénariste de cette série et la bande dessinée est principalement dessinée par Frank Sels et Edgard Gastmans. À l'occasion, Karel Verschuere et Eugeen Goossens ont également dessiné des récits. Plus tard, Willy Vandersteen, Jeff Broeckx, Patrick van Lierde et Frans Anthonis ont dessiné les histoires, qui sont encrées par Jacky Pals, Ron Van Riet, Ann Van de Velde et Walter Laureysens. 
En 1972, un deuxième scénariste, Jacques Bakker, le rejoint, mais en 1973, Jansens quitte le Studio Vandersteen. Il a écrit 289 histoires de Bessy.

### Diversification
Malgré cette production élevée, Daniël Jansens travaille également ailleurs.
Il traduit par exemple plusieurs bandes dessinées pour l'éditeur Rossel, dont Les Aventures de Pythagore et Cie de Job et Derib. Il publie également dans les revues Passe-Partout, Pats et Bonjour.
Dans la même période, il écrit également les scénarios de la série Lombok pour le dessinateur Berck publiée dans Le Soir-Jeunesse et Gazet van Antwerpen (1969-1971). L'épisode L'Argentier doré paraît en replacement dans Samedi-Jeunesse no 170 de février 1971 en noir et blanc. Deux volumes sont publiés tardivement dans la collection « Bédéscope » des éditions Bédéscope en 1979.
Il fait de même avec Simon le danseur, qui vit deux récits de 44 planches, pour Sirius pour Spirou en 1970-1971 et repris tardivement dans la collection « Bédéscope » des éditions éponymes en 1978.

### Briochon
En 1970, Daniël Jansens écrit le scénario de la série humoristique Briochon [« Kramikske » ] dont les gags paraissent dans De Volksmacht pour le dessinateur Jean-Pol qui a proposé le nom, la personnalité et la profession de Briochon. Ce jeune apprenti boulanger circulant en triporteur connaîtra lui aussi de nombreuses histoires à suivre dans Het Volk entre 1982 et 1990, dans Pats, Publi-Pers, De Belleman, Bonjour et Jet qui poursuivra la publication de ses aventures fort appréciées en Flandres et dans le milieu de la meunerie qui en fera l'emblème du boulanger artisanal. En plus des gags, il écrit un premier long récit : Koekplankenkoorts. En 1975, il scénarise une longue histoire De Kolonelssirtaki publiée dans Passe-Partout. Cependant, leur collaboration devient de plus en plus difficile : Daniël Jansens souhaite que la série plaise aux lecteurs adultes, tandis que Jean-Pol souhaite qu'elle reste adaptée aux enfants. Elle prend fin en 1976. après quoi Jansens cède Briochon au dessinateur et Jacques Bakker et Marck Meul écrivent de nouveaux scénarios.

### DansTintin
Après avoir quitté le Studio Vandersteen, il écrit la série fantastique Les Chroniques du Griffon noir pour le dessinateur et rédacteur en chef Henri Desclez dans le journal Tintin qui ne connaît pas d'album ainsi que Gaspard le Bâlois, une série aventure historique mettant en scène un mercenaire suisse pour le même dessinateur qui vit un seul long récit intitulé : Le Mangeur d'argent. Par ailleurs, plusieurs courts récits de Jansens sont publiées dans Tintin à la même époque, avec des dessins d'Hec Leemans et de Daniel Hulet, entre autres.
Au milieu des années 1970, il est victime d'une crise cardiaque et Daniël Jansens doit apprendre à vivre avec des problèmes cardiaques. Mais vivre tranquillement n'est pas dans sa nature.

### Bakelandt
Entre-temps, il tente en vain de lancer une version néerlandaise du journal français de bandes dessinées Pilote. Pour cela, Hec Leemans avait dessiné une bande dessinée de vingt pages sur un hippie sur le scénario de Daniël Jansens. Cette bande n'a jamais été publiée, mais il a ensuite créé une autre série pour le même dessinateur : Bakelandt,. La première parution de cette série réaliste date du 20 octobre 1975 dans les journaux Het Laatste Nieuws et De Nieuwe Gazet. Cette série vaut aux auteurs d'être les premiers récipiendaires du prix Adhémar de bronze en 1977. Cette série narre les aventures d'insoumis sous le Premier Empire, elle est traduite en français et publiée par Ansaldi (6 albums, 1986-1987) avant d'être renommée sous un nom à consonance française Jean Gaillard publiée par Standaard (4 albums, 1992-1993). Daniël Jansens a finalement écrit quinze histoires complètes de Bakelandt et une partie de la seizième histoire. Mais après la mort de ce dernier, Hec Leemans écrit également les scénarios.

### DansEppo
Pour le magazine néerlandais de bandes dessinées Eppo, il scénarise le premier long récit de la série Dabbo, Sur les traces d'Hannibal, avec des dessins de Hupet. 

### Décès
Le 9 février 1980, il meurt d'une crise cardiaque, à l'âge de 37 ans. À titre posthume, en 1981, sort un autre court métrage d'animation Sous l'emprise de Gambrinus, dont Daniël Jansens a écrit le scénario.
Après sa mort, Hupet continue Dabbo avec un ami de l'académie, qui a écrit sous le pseudonyme de Barry Extra. Willem Ritstier a également écrit plus tard quelques histoires.

### Vie privée
Daniël Jansens était marié et avait deux fils.

## Œuvres

### Albums de bande dessinée

#### Simon le danseur
Sirius est le dessinateur de Simon le danseur depuis 1970, scénarisé par Daniël Jansens.
- 2 albums de 44 planches en noir et blanc prépubliés en couleur dans Spirou.
- 1. La Rade des vaisseaux perdus, Bédéscope, coll. « Bédéscope » no 10, Bruxelles, 4e trimestre 1978
Scénario : Daniël  - Dessin : Sirius - Couleurs : noir et blanc,réédition par Le Coffre à BD en 2006  (ISBN 2-350-07031-X).
- 2. Les Étangs de Xyballa, Bédéscope, coll. « Bédéscope » no 11, Bruxelles, 4e trimestre 1978
Scénario : Daniël - Dessin : Sirius - Couleurs : noir et blanc,réédition par Le Coffre à BD en 2006  (ISBN 2-350-07038-7).

#### Lombok
- 1. L'Argentier doré, Bédéscope, coll. « Bédéscope » no 14, Bruxelles, 1er trimestre 1979
Scénario : Daniël - Dessin : Berck - Couleurs : noir et blanc
- 2. Les Vampires, Bédéscope, coll. « Bédéscope » no 14, Bruxelles, 1er trimestre 1979
Scénario : Daniël - Dessin : Berck - Couleurs : noir et blanc

## Prix
- 1977 :  Adhémar de bronze avec Hec Leemans pour Bakelandt[10],[12].

#### Études
- Danny De Laet et Yves Varende, Au-delà du septième art : histoire de la bande dessinée belge, Bruxelles, Ministère des affaires étrangères, du commerce extérieur et de la coopération au développement, coll. « Chroniques belges » (no 322), 1979, 302 p., ill. ; 22 cm (OCLC 301693218, lire en ligne).

#### Livres
: document utilisé comme source pour la rédaction de cet article.
- (nl) Ronald Grossey, Studio Vandersteen: Kroniek van een legende 1947-1990, Roeselare, Roularta Books, 2007, 454 p. (ISBN 978-9-054-66981-4, présentation en ligne), p. 135, 136, 169, 170, 244, 248, 249, 252
- Philippe Mellot, Michel Denni, Laurent Turpin et Isabelle Morzadec, Trésors de la bande dessinée : BDM 2023-2024 - Catalogue encyclopédique et Argus, Paris, Les Arènes, novembre 2022, 23e éd., 1677 p., ill. ; 23 cm (ISBN 9791037507280, OCLC 1351462460, présentation en ligne), p. 752, 1155. .

#### Périodiques
- Berck et Daniël Jansens (interviewés par Jacques Van Herp et André Leborgne), « interview », Ran Tan Plan, no 16,‎ 1969.